# Bruger (datalogi)
 For alternative betydninger, se bruger. (Se også artikler, som begynder med bruger)
En bruger er inden for datalogi en person eller en software agent som bruger en computer, et computerprogram eller et computernetværk.
En bruger kan efter at have identificeret sig med brugernavn og kodeord få adgang til en brugerkonto med mulighed for individuelle data og indstillinger.
Inden for programudvikling er en bruger den tiltænkte forbruger af produktet, som ofte antages at være uinteresseret i de tekniske detaljer og dermed kræver et brugervenligt produkt. Computerprogrammer har forskellige typer af brugere og analyser af deres behov er vigtige inden for udvikling af kravspecifikationer.

## Brugerkonto
En brugerkonto giver en bruger mulighed for at autentificere sin adgang til systemservices og få tildelt autentificeret adgang. For at kunne logge ind er det typisk påkrævet at brugeren autentificerer sig med en adgangskode eller anden identitetsteknik til brug for regnskab, computersikkerhed, datalogging og ressourcestyring.
Når først brugeren er logget på vil styresystemet ofte bruge en identifikator såsom et heltal, snarere end deres brugernavn, processen kendes som identitetskorrelation. I UNIXbaserede systemer er brugernavnet korrelationeret med et brugernavn eller en brugerid.
Computersystemer kan inddeles i to grupper alt efter, hvilken slags brugere de har:
- Enkeltbruger-systemer har ikke et koncept med flere brugerkontoer.
- Flerbruger-systemer har et koncept med flere brugerkontoer, og det er påkrævet at brugerne autentificerer sig selv, inden de bruger systemet.

Brugerkontoer på flerbrugersystemer inkluderer typisk et hjemmekatalog, hvor datafilerne, som er forbehold den enkelte brugers aktiviteter, er beskyttet fra andre brugeres adgang (udover brugeren selv har typisk kun en systemadministrator adgang). Brugerkontoer indeholder ofte en offentlig brugerprofil med basale informationer angivet af brugerkontoens indehaver.
I onlinenetværk kan skærmnavne blive et tegn på persona, nogle af dem opnår en vis grad berømmelse gennem deres indehaveres bidrag.
| Programmering | Spire Denne artikel om datalogi eller et datalogi-relateret emne er en spire som bør udbygges. Du er velkommen til at hjælpe Wikipedia ved at udvide den. |